# منزل دمية

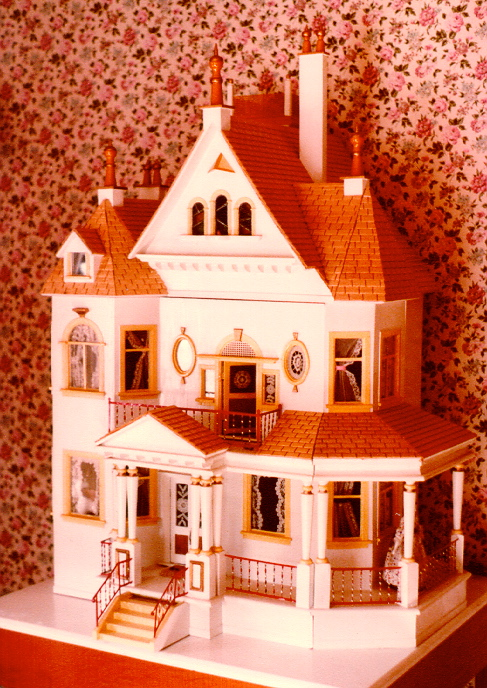
مجسم لعبة دول هاوس

دُوُل هَاوُس (بالإنجليزية: Dollhouse)‏ وتعني «منزل الدمية» ، هي مجسم اللعبة في شكل المنزل ، بحيث يتمكن اللاعب من إضافة مايحتوى داخل مجسم البيت مثل إضافة الكراسي والطاولات ، وغير ذلك.

## وصلات خارجية
- Dolls' houses at the V&A Museum of Childhood
- Kruger Collection - collection of dollhouse miniatures at the جامعة نبراسكا- لينكولن
- National Museum of Australia 1930s doll's house modelled on a house in a children's novel.